# اینتگرین
اینتگرین‌ها، پروتئین‌های سطح سلولی هستند که در اتصال سلول به ماتریکس خارج سلولی نقش دارند.
اینتگرین‌ها همچنین به عنوان گیرنده‌هایی عمل می‌کنند که می‌توانند باعث فرستاده شدن پیام‌ها به درون سلول‌ها بشوند و موجب تنظیم ریخت سلول، مهاجرت سلول و همچنین چرخه سلول شوند.
اینتگرین‌ها به صورت هترودیمرهایی از زیرواحدهای آلفا و بتا هستند که در سطح سلول‌ها بیان می‌شوند. فیبرونکتین‌ها با اینتگرین پیوند می‌یابند.
در انسان اینتگرین‌های آلفا و بتا توسط چندین ژن بیان می‌شوند:
| ژن     | پروتئین | نام‌های دیگر |
| ------ | ------- | ----------- |
| ITGA1  | CD49a   | VLA1        |
| ITGA2  | CD49b   | VLA2        |
| ITGA3  | CD49c   | VLA3        |
| ITGA4  | CD49d   | VLA4        |
| ITGA5  | CD49e   | VLA5        |
| ITGA6  | CD49f   | VLA6        |
| ITGA7  | ITGA7   | FLJ25220    |
| ITGA8  | ITGA8   |             |
| ITGA9  | ITGA9   | RLC         |
| ITGA10 | ITGA10  |             |
| ITGA11 | ITGA11  | HsT18964    |
| ITGAD  | CD11D   | FLJ39841    |
| ITGAE  | CD103   | HUMINAE     |
| ITGAL  | CD11a   | LFA1A       |
| ITGAM  | CD11b   | MAC-1       |
| ITGAV  | CD51    | VNRA, MSK8  |
| ITGAW  | ITGAW   |             |
| ITGAX  | CD11c   |             |

| ژن    | پروتئین | نام‌های دیگر        |
| ----- | ------- | ------------------ |
| ITGB1 | CD29    | FNRB, MSK12, MDF2  |
| ITGB2 | CD18    | LFA-1, MAC-1, MFI7 |
| ITGB3 | CD61    | GP3A, GPIIIa       |
| ITGB4 | CD104   |                    |
| ITGB5 | ITGB5   | FLJ26658           |
| ITGB6 | ITGB6   |                    |
| ITGB7 | ITGB7   |                    |
| ITGB8 | ITGB8   |                    |

اینتگرین‌های آلفا و بتا در مهره‌داران به صورت ترکیب‌های متنوعی با هم دیمر می‌شوند که هر ترکیب نقش خاصی دارد و در سلول‌های ویژه‌ای ایجاد می‌شود:
| ترکیب اینتگرینی | نام دیگر          | پراکنش                                                   | لیگاندها                                               |
| α1β1            |                   | بسیاری از سلول‌ها                                         | کلاژن، لامینین                                         |
| α2β1            |                   | بسیاری از سلول‌ها                                         | کلاژن و لامینین                                        |
| α4β1            | VLA-۴             | سلول‌های هماتوپوئیتیک                                     | فیبرونکتین، VCAM-1                                     |
| α5β1            | گیرنده فیبرونکتین | بسیاری از سلول‌ها                                         | فیبرونکتین و پروتئینازها                               |
| α6β1            | گیرنده لامینین    | بسیاری از سلول‌ها                                         | لامینین                                                |
| αLβ2            | LFA-۱             | لنفوسیتهای T                                             | ICAM-1, ICAM-۲                                         |
| αMβ2            | Mac-1, CR3        | نوتروفیلها و مونوسیتها                                   | پروتئین‌های پلاسما، ICAM-1                              |
| αIIbβ3          |                   | پلاکت                                                    | فیبرینوژن، فیبرونکتین                                  |
| αVβ3            | گیرنده ویترونکتین | سلول‌های اندوتلیال، گلیوبلاستوما، ملانوماهای فعال شده     | ویترونکتین، فیبرونکتین، فیبرینوژن، استئوپروتئین، Cyr61 |
| αVβ5            |                   | بسیاری از سلول‌ها به ویژه فیبروبلاست‌ها و سلول‌های اپیتلیال | ویترونکتین و آدنوویروسها                               |
| αVβ6            |                   | سلول‌های اپیتلیال، به ویژه در شش و جگر                    | فیبرونکتین؛ TGFβ۱+۳                                    |
| α6β4            |                   | سلول‌های اپیتلیال                                         | لامینین                                                |

## نگارخانه